# Umar ibn al-Chattáb
Umar ibn al-Chattáb, Umar I. jako chalífa (?585 – 7. listopad 644) byl přítel proroka Mohameda, příslušník kmene Kurajšovců. Od roku 634 do své smrti druhý volený chalífa, duchovní hlava islámu a vládce islámské říše.

## Přítel Mohamedův, rádce Abú Bakra
Umar ibn al-Chattáb patřil zpočátku k prorokovým odpůrcům, na jeho stranu se ale přidal už za Mohamedova působení v Mekce. Po prorokově smrti to byl právě Umar kdo se rozhodným vystoupením postaral o zvolení svého přítele Abú Bakra prvním chalífou. On a Abú Ubajda byli pak také nejbližšími chalífovými rádci. Před svou smrtí žádal Abú Bakr, aby za jeho nástupce byl zvolen Umar a tato volba také bez obtíží proběhla.

## Chalífa

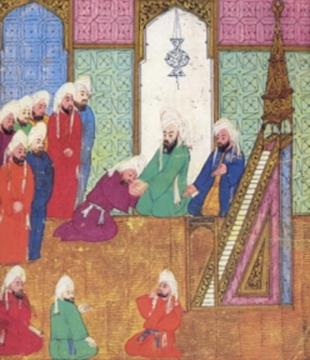
Perská miniatura Saqifah klanící se ho k Abu Bakrovi. Na pravo od něj sedí Umar.

### Výboje

#### Válka s byzantskou říší
Umar pokračoval po svém nástupu v politice vojenských výbojů svého předchůdce. V bitvě u řeky Jarmúku porazila 20. srpna 636 jeho vojska vedená Chálidem ibn al-Valídem početně silnější byzantskou armádu a definitivně ovládla Palestinu a Sýrii. Opevněná města byla postupně dobývána v letech 636 a 637, Jeruzalém se vzdal v roce 638 a Caesarea Maritima v roce 640. Koncem roku 639 vytáhlo vojsko které vedl Amr ibn al-Ás proti Egyptu. V červenci 640 porazili Byzantince u Heliopole, poté oblehli a v dubnu 641 dobyli pevnost Bábiljún na východním břehu Nilu. Amr se svým vojskem pokračoval na Alexandrii. Ta se mu vzdala v druhé polovině roku 642. Během následující zimy pak Arabové obsadili celé egyptské pobřeží. Vyčištění průplavu mezi Nilem a Rudým mořem umožnilo dopravovat obilí z Egypta přímo do přístavů v Hidžázu.

#### Porážka sásánovské říše
Vítězství v Sýrii a Palestině dovolila větší nasazení vojenských sil proti sásánovské říši. Chalífa jmenoval nového vojenského velitele Sa‘ d ibn Abí Vakáse. Ten s využitím zkušeností Muthanny, který vedl první arabský vpád v roce 633, vtrhl se svými vojsky roku 637 do Mezopotámie a obsadil ji včetně Ktésifóntu, sídelního města Sásánovců. Série vítězných bitev byla završena v roce 641 bitvou u Nehávandu. Muslimové obsadili Írán, kde jim ještě po nějakou dobu odolávala opevněná města a nepřístupné horské oblasti. Poslední Sásánovec Jazdkart III. byl definitivně poražen za Umarova nástupce Utmána ibn Affána.

### Organizátor říše
Na zvětšujících se územích která chalífát dobyl a okupoval se brzy začali usazovat přistěhovalci především z jihu tehdy přelidněného Arabského poloostrova. To si vyžádalo také rozsáhlé organizační změny ve správě státu. Při své cestě do Sýrie vyhlásil chalífa v Džábiji roku 638 svá rozhodnutí která měla upravit poměry v nových provinciích. V Sýrii, Iráku a Egyptě byli vojenští velitelé nahrazeni místodržícími, kteří zastupovali chalífu nejen ve věcech vojenských, ale i náboženských a soudních. V právních otázkách jim radili kádí. Umarovým záměrem nebylo obracet místní obyvatelstvo na islám. Starší náboženství byla tolerována, s výjimkou území Arabského poloostrova odkud byli židé a křesťané vypovězeni. Z muslimů měla vzniknout vládnoucí vrstva, která by ovládala dobytá území a pokračovala ve výbojích. Kočovní Arabové uvyklí životu ve stepi špatně snášeli život ve městech, usazovali se proto v táborech na rozhraní stepi a kulturních oblastí. Tak vznikla města Kúfa a Basra v Iráku, nebo Fustát, dnešní Káhira v Egyptě. Ve svých počátcích to byly vojenské tábory plnící zároveň funkci správního střediska provincie. Některá původní města si přesto svou správní funkci udržela (například Damašek v Sýrii). Muslimové ponechali místnímu obyvatelstvu jeho samosprávu. Převzali i byzantskou, případně sásánovskou státní správu, včetně daňové soustavy, úřadů a úředníků. Jejich zájem se soustředil především na rozdělení válečné kořisti a následné zavedení vlastní daňové soustavy. Muslimové měli vůči státu dvě povinnosti, vojenskou službu a placení náboženské daně, zakátu. Movitý majetek získaný výboji byl rozdělen mezi stát, který získal jeho jednu pětinu a muslimy kteří se jich účastnili. Půda byla prohlášena za společný majetek dobyvatelů a ponechána k užívání původním majitelům, kteří z ní platili nájem. Chalífa tak chtěl zabránit tomu, aby se z Arabů stali usedlí zemědělci a zachovat jejich vojenský potenciál. Nemuslimské obyvatelstvo živící se jinak než zemědělstvím a to, které se vzdalo bez boje a jehož pozemky se tak nestaly válečnou kořistí, platilo daň z hlavy (charádž, džizja). Pro správu takto získaných prostředků byl v Medíně zřízen zvláštní úřad bojovníků (díván al-mukátila, díván al-džajš). Rozdělování probíhalo podle seznamu který zohledňoval zásluhy o islám, dobu jeho přijetí, příbuznost s prorokem a účast v bojích. Výlučnost islámu mělo zdůraznit zavedení nového kalendáře, hidžry.

### Násilná smrt
Chalífa Umar byl 3. listopadu 644 smrtelně raněn perským otrokem Abú Lu’lu’ou Fírúzem, když se připravoval řídit ranní modlitbu. Zemřel 7. listopadu 644. Před svou smrtí stanovil radu šesti prorokových druhů, kteří měli mezi sebou vybrat jeho nástupce. Ti se po zdlouhavých jednáních shodli na kompromisním Utmánu ibn Affánovi.
| Chalífové            | Chalífové                   | Chalífové                  |
| -------------------- | --------------------------- | -------------------------- |
| Předchůdce: Abú Bakr | 634–644 Umar ibn al-Chattáb | Nástupce: Uthmán ibn Affán |